# (96206) Eschenberg
Der Asteroid (96206) Eschenberg wurde am 24. September 1992 durch die Berufsastronomen Freimut Börngen und Lutz D. Schmadel in Tautenburg bei Jena mit dem dortigen 2-m-Universal-Teleskop fotografisch entdeckt. Er trägt den Namen der Schweizer Sternwarte Eschenberg und ehrt die langjährige Arbeit dieses öffentlichen Observatoriums, das sich seit 1998 auch in der wissenschaftlichen Beobachtung von kosmischen Kleinkörpern engagiert. Einen guten Namen in der Fachszene hat sich diese Station auch mit herausragenden Deep-Sky-Fotos gemacht. - Die Benennung erfolgte am 9. Juni 2017.
Mit dem Erstentdecker Freimut Börngen (1930–2021) war Markus Griesser, der Mitbegründer und langjährige Leiter der Sternwarte Eschenberg, in einer herzlichen Freundschaft über viele Jahre eng verbunden. Der Zweitentdecker, Lutz D. Schmadel, Astronomie-Direktor am Astronomischen Recheninstitut ARI in Heidelberg, ist bereits im Herbst 2016 verstorben. Er war lange Mitglied des namensgebenden Komitees der International Astronomical Union IAU und ist auch als Autor eines sehr geschätzten Standardwerkes über die Asteroidennamen sehr bekannt.